# Baghaï
Baghaï (anciennement Auguste-Comte durant l'époque de l'Algérie française) est une commune de la wilaya de Khenchela, en Algérie.

## Situation
La commune de Baghaï est située dans le nord-est de la wilaya de Khenchela. 
| ? wilaya d'Oum El Bouaghi | M'Toussa          | M'Toussa   |
| El Hamma                  | Baghaï            | Aïn Touila |
| Khenchela                 | Ensigha Khenchela | Ensigha    |

## Toponymie
La ville était appelée Vagaïa par Augustin d'Hippone. Procope de Césarée l'a transcrit Bagaï et les historiens arabes (Ibn Khaldoun, Al-Bakri, etc.) l'ont transcrit Baghaïa.
Le nom Baghaï aurait ainsi à l'origine la même racine berbère que d'autres noms de villes du Maghreb, tels que Dougga (Thouga) et Béja en Tunisie ou Béjaïa. Béjaïa est un toponyme arabe dérivé du toponyme berbère (variante kabyle) Bgayet, notamment par translittération du son ǧ en dj (ج). Ce nom berbère — qui aurait été à l'origine Tabgayet, mais dont le t initial marquant le genre féminin serait tombé en désuétude — serait issu des mots tabegga, tabeɣayt, signifiant « ronces et mûres sauvages ».

## Histoire

### Antiquité
Avant et après l'invasion romaine,  Baghaï aurait été une des principales capitales des peuples berbères d'Afrique du nord. Le palais de la reine Dihya s'y trouverait ou à proximité. Au IIe siècle, la ville possédait des monuments et des dédicaces à l'empereur Verus et à l'empereur Marc Aurèle. Vers 384, l'évêque Donat (Donatus Magnus) engendre un conflit dans la région des Aurès, il fut la cause du soulèvement des adeptes du schisme donatiste dans les Aurès. L'empereur Constant Ier envoya des missionnaires pour réconcilier les deux parties religieuses, dont Marcarius (légat impérial) (en). Donat chargea des ouvriers agricoles, les circoncellions, d'attaquer les habitants des Aurès. La troupe attaqua même la cavalerie romaine.
En 411, un évêque donatiste a été envoyé de Baghaï lors de la conférence de Carthage :  Maximien de Baghaï (en). La ville fut la capitale la plus importante dans le conflit entre les donatistes  et les catholiques pendant le Bas-Empire romain. Lors de l'élection de Prémien de Carthage (évêque de Carthage) (en), la région des Aurès s'enflamme de nouveau. Les Berbères détruisent la ville et mettent à sac la bibliothèque. Au Ve siècle, Baghai subit l'invasion des Vandales, chassés ensuite par les Berbères.  
En 538, Gontharis, un officier du général byzantin Salomon qui fait le reconquête de l'ancienne Afrique romaine installe son camp près de la ville déserte, mais il est défait par les Berbères et assiégé. Arrivé avec toute son armée, Salomon met en fuite les Berbères, reprend le contrôle de la ville et la fait fortifier en l'entourant d'une enceinte. Il en fait le point de départ de sa seconde campagne dans les Aurès.

### Moyen-Âge
Au Moyen Âge, les Omeyyades attaquent la ville, la Kahina se rebelle contre Hassan Ibn Numan (gouverneur du Maghreb) en 698. La reine berbère détruit la ville pour ne rien laisser aux Omeyyades. Par la suite, les Fatimides prennent la ville grâce à la tribu berbère des  Kutama en 903. En 943, Abu Yazid, prend la ville, mais après sa mort, la ville tombe dans les mains des Zirides puis des Hammadides en 1015. Ces derniers vont attaquer les habitants de la ville. Par la suite, les Hilaliens détruisent toute la ville[réf. nécessaire].
Al Idrissi mentionne dans ses écrits l'existence d'un double rempart dans la ville avant sa destruction.

## Catholicisme
Baghaï conserve un siège titulaire épiscopal chrétien catholique :
- Donatus de Bagha¨, vers 347
- Maximien de Baghhaï (en), vers 414
- Castorius (frère de Maximien)
- Hugh Boyle (en) (1948–1951)
- Noël Laurent Boucheix (1953–1958)
- Bernardo Regno,(1958–1971)
- Lolesio (Laurent) Fuahea (1972–1974)
- Francis Xavier Roque (en) (1983–2019)
- David de la Torre Altamirano (18 Oct 2019– )